# Hjørring
Hjørring är en tätort och stad som utgör centralort i Hjørrings kommun i norra Jylland i Danmark, omkring 45 kilometer norr om Ålborg. Staden är med sina 24 867 invånare (2012) störst i landskapet Vendsyssel.
Hjørring är belagt som myntort på 1100-talet, och Sankt Olai Kirke är från 1100-talet. Staden blev köpstad 1243. Den var huvudort i Vendsyssel och sedermera i Børglums stift till 1554.
Från Hjørring kommer damfotbollsklubben DBK Fortuna Hjørring, som spelar i Danmarks högsta serie.
Hjørring är vänort till Trollhättan.